# Cocktail Hour
Cocktail Hour (Brasil: A Hora do Coquetel ) é um filme norte-americano de 1933, do gênero drama, dirigido por Victor Schertzinger e estrelado por Bebe Daniels e Randolph Scott.

## Sinopse
Cynthia Warren, artista bem sucedida comercialmente, abandona seu noivo, o chauvinista Randolph Morgan, embarca em um cruzeiro para a Europa e, durante a viagem, cai de amores pelo suave William Lawton. Só que, descobre ela finalmente, William já é casado... Só lhe resta voltar para os braços de Randolph.

## Elenco
| Ator/Atriz       | Personagem                     |
| ---------------- | ------------------------------ |
| Bebe Daniels     | Cynthia Warren                 |
| Randolph Scott   | Randolph Morgan                |
| Sidney Blackmer  | William Lawton                 |
| Muriel Kirkland  | Olga Raimoff                   |
| Jessie Ralph     | Princesa de Longville          |
| Barry Norton     | Príncipe Philippe de Longville |
| George Nardelli  | Raoul Alvarez                  |
| Marjorie Gateson | Pat Lawton                     |